# Arabinosylnukleoside

β-D-Ribofuranose

β-D-Arabinofuranose

Arabinosylnukleoside sind Derivate der Nukleoside. Sie enthalten – im Gegensatz zu den meisten Nukleosiden – anstelle der β-D-Ribofuranose die β-D-Arabinofuranose. Sie werden meist als Zytostatika oder Virostatika eingesetzt.
| Nukleobase | (Ribosyl)Nukleosid | Arabinosylnukleosid |
| ---------- | ------------------ | ------------------- |
|            |                    |                     |
| Cytosin    | Cytidin, C         | Cytarabin, araC     |
|            |                    |                     |
| Adenin     | Adenosin, A        | Vidarabin, araA     |

## Weitere Beispiele

Nelarabin
Fludarabin
Clofarabin
Sorivudin
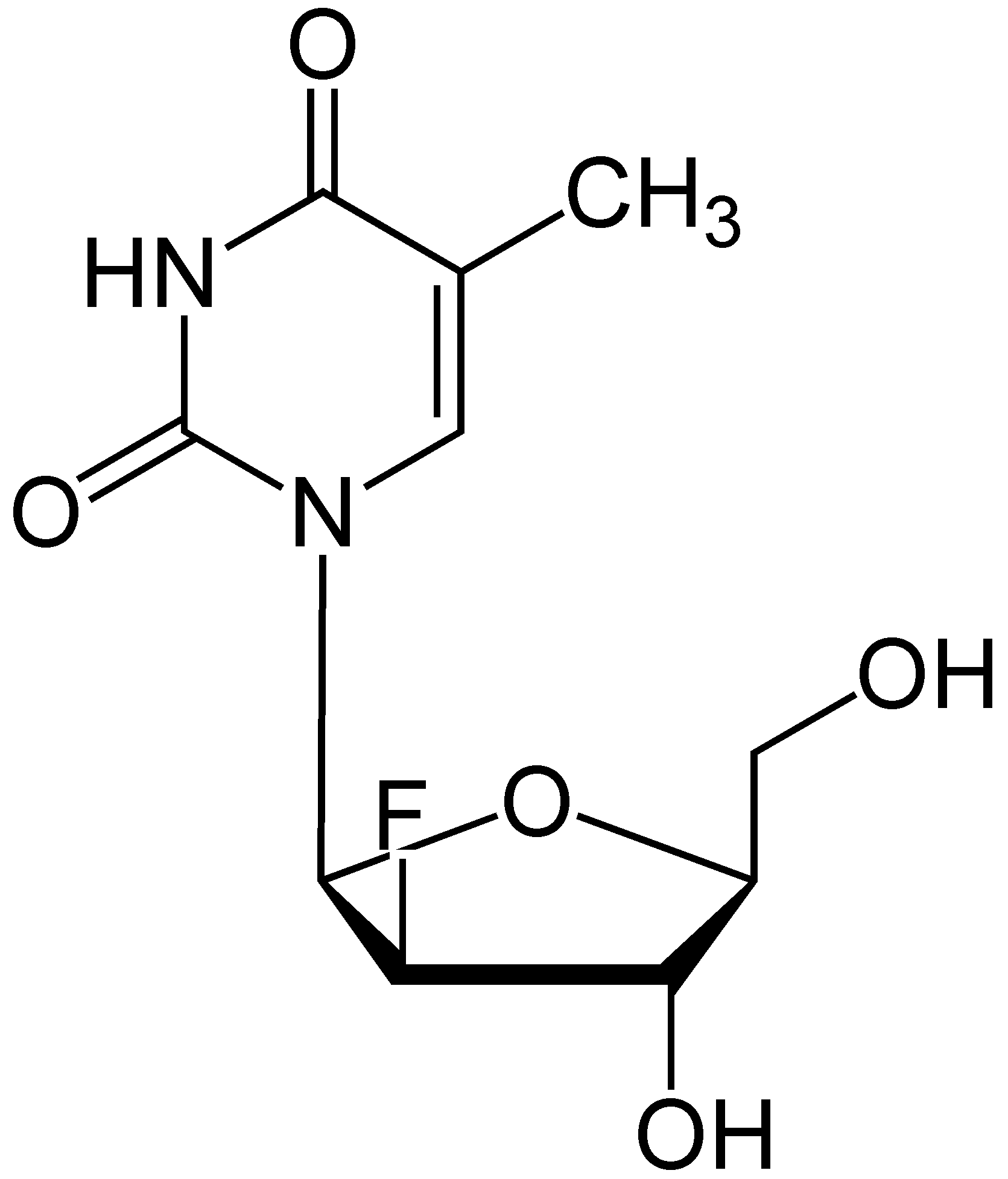
Clevudin